# Celon
Pour la rivière dans l'œuvre de Tolkien, voir Celon (Terre du Milieu).
Celon est une commune française située dans le département de l'Indre, en région Centre-Val de Loire.

## Géographie

### Localisation
La commune est située dans le sud du département, dans la région naturelle du Boischaut Sud.
Les communes limitrophes sont : Vigoux (2 km), Bazaiges (3 km), Ceaulmont (6 km) et Argenton-sur-Creuse (8 km).
Les communes chefs-lieux et préfectorales sont : Argenton-sur-Creuse (8 km), Châteauroux (36 km), Le Blanc (36 km), La Châtre (38 km) et Issoudun (60 km).

### Hameaux et lieux-dits
Les hameaux et lieux-dits de la commune sont : le Puy de l'Âge, les Matherons, les Pascauds, Vilenne, les Beaux, les Favés, la Besse, les Nobles, les Redauds, le Petit Marcé, les Plauds, la Ravelle, Bord, le Grand Marcé, Pierre-Bure, les Bretons, les Bouiges, le Point de Vue et la Rondat.

### Géologie et hydrographie
Celon dispose d'une cavité souterraine naturelle nommé « Perte du Renard ».
La commune est classée en zone de sismicité 2, correspondant à une sismicité faible.

### Climat
Pour des articles plus généraux, voir Climat du Centre-Val de Loire et Climat de l'Indre.
En 2010, le climat de la commune est de type climat océanique dégradé des plaines du Centre et du Nord, selon une étude du CNRS s'appuyant sur une série de données couvrant la période 1971-2000. En 2020, Météo-France publie une typologie des climats de la France métropolitaine dans laquelle la commune est exposée à un climat océanique altéré et est dans une zone de transition entre les régions climatiques « Centre et contreforts nord du Massif Central » et « Ouest et nord-ouest du Massif Central ».
Pour la période 1971-2000, la température annuelle moyenne est de 11,4 °C, avec une amplitude thermique annuelle de 15,1 °C. Le cumul annuel moyen de précipitations est de 810 mm, avec 11,6 jours de précipitations en janvier et 7,5 jours en juillet. Pour la période 1991-2020, la température moyenne annuelle observée sur la station météorologique de Météo-France la plus proche, « Éguzon », sur la commune d'Éguzon-Chantôme à 11 km à vol d'oiseau, est de 12,1 °C et le cumul annuel moyen de précipitations est de 934,4 mm,. Pour l'avenir, les paramètres climatiques de la commune estimés pour 2050 selon différents scénarios d'émission de gaz à effet de serre sont consultables sur un site dédié publié par Météo-France en novembre 2022.

### Voies de communication et transports
L'autoroute A20 (l’Occitane) passe par le territoire communal et dessert un échangeur (numéro 19). On trouve aussi les routes départementales : 1, 54, 54G, 54D, 72 et 133.
La ligne des Aubrais - Orléans à Montauban-Ville-Bourbon passe par le territoire communal, une gare desservait la commune. La gare ferroviaire la plus proche est la gare d'Argenton-sur-Creuse, à 9 km, sur cette ligne. La ligne du Blanc à Argenton-sur-Creuse via Saint-Benoît-du-Sault passait par le territoire communal, deux gares (Le Puy-de-l'Âge et Les Matherons) desservaient la commune.
Celon est desservie par la ligne L du Réseau de mobilité interurbaine.
L'aéroport le plus proche est l'aéroport de Châteauroux-Centre, à 47 km.
Le territoire communal est traversé par le sentier de grande randonnée de pays du Val de Creuse.

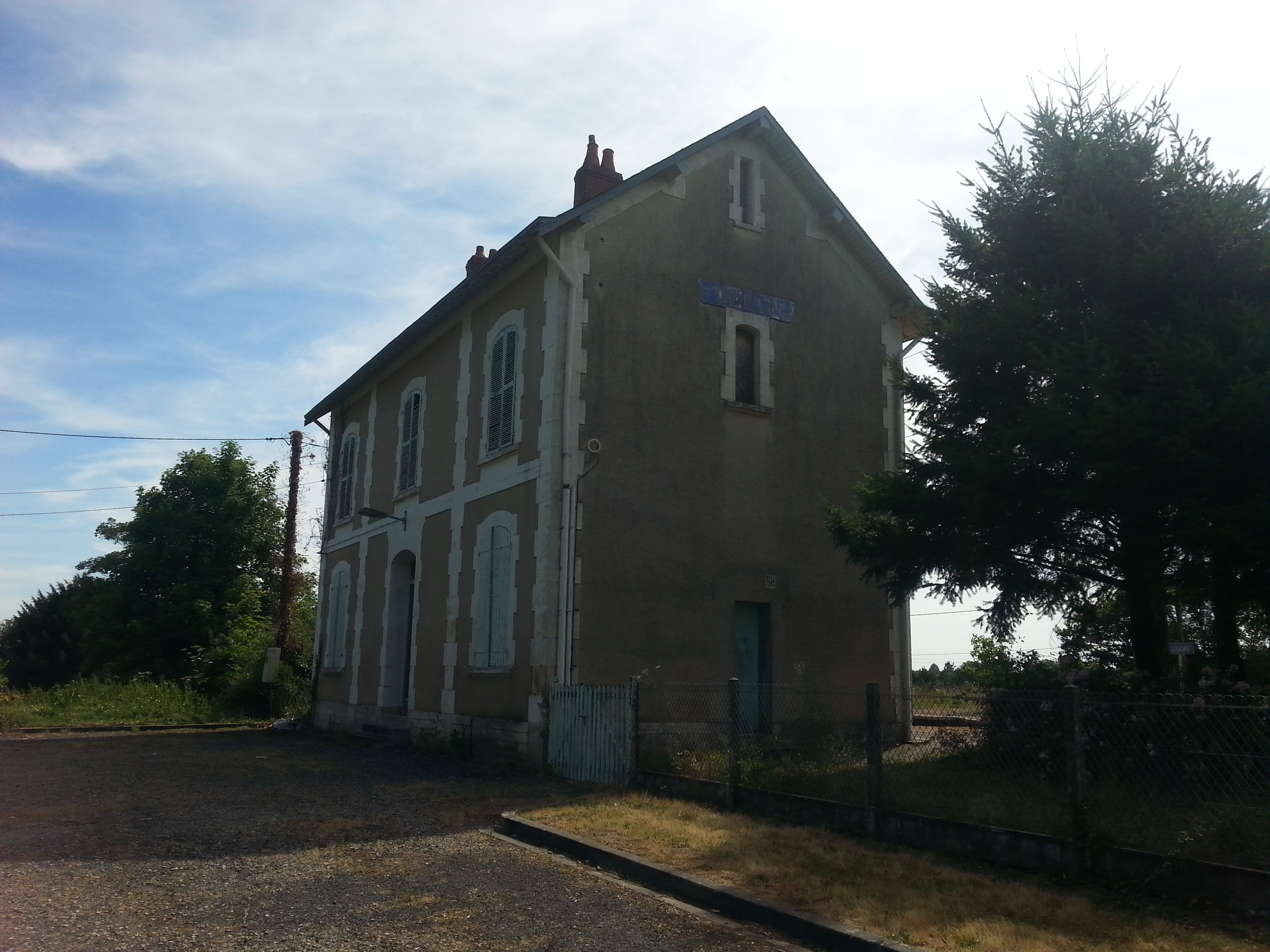
L'ancienne gare en 2015.

## Urbanisme

### Typologie
Au 1er janvier 2024, Celon est catégorisée commune rurale à habitat dispersé, selon la nouvelle grille communale de densité à sept niveaux définie par l'Insee en 2022.
Elle est située hors unité urbaine. Par ailleurs la commune fait partie de l'aire d'attraction d'Argenton-sur-Creuse, dont elle est une commune de la couronne,. Cette aire, qui regroupe 7 communes, est catégorisée dans les aires de moins de 50 000 habitants,.

### Occupation des sols
L'occupation des sols de la commune, telle qu'elle ressort de la base de données européenne d’occupation biophysique des sols Corine Land Cover (CLC), est marquée par l'importance des territoires agricoles (95,3 % en 2018), en diminution par rapport à 1990 (96,7 %). La répartition détaillée en 2018 est la suivante : 
prairies (55,2 %), zones agricoles hétérogènes (22,4 %), terres arables (17,6 %), forêts (2,5 %), zones urbanisées (2,3 %). L'évolution de l’occupation des sols de la commune et de ses infrastructures peut être observée sur les différentes représentations cartographiques du territoire : la carte de Cassini (XVIIIe siècle), la carte d'état-major (1820-1866) et les cartes ou photos aériennes de l'IGN pour la période actuelle (1950 à aujourd'hui).

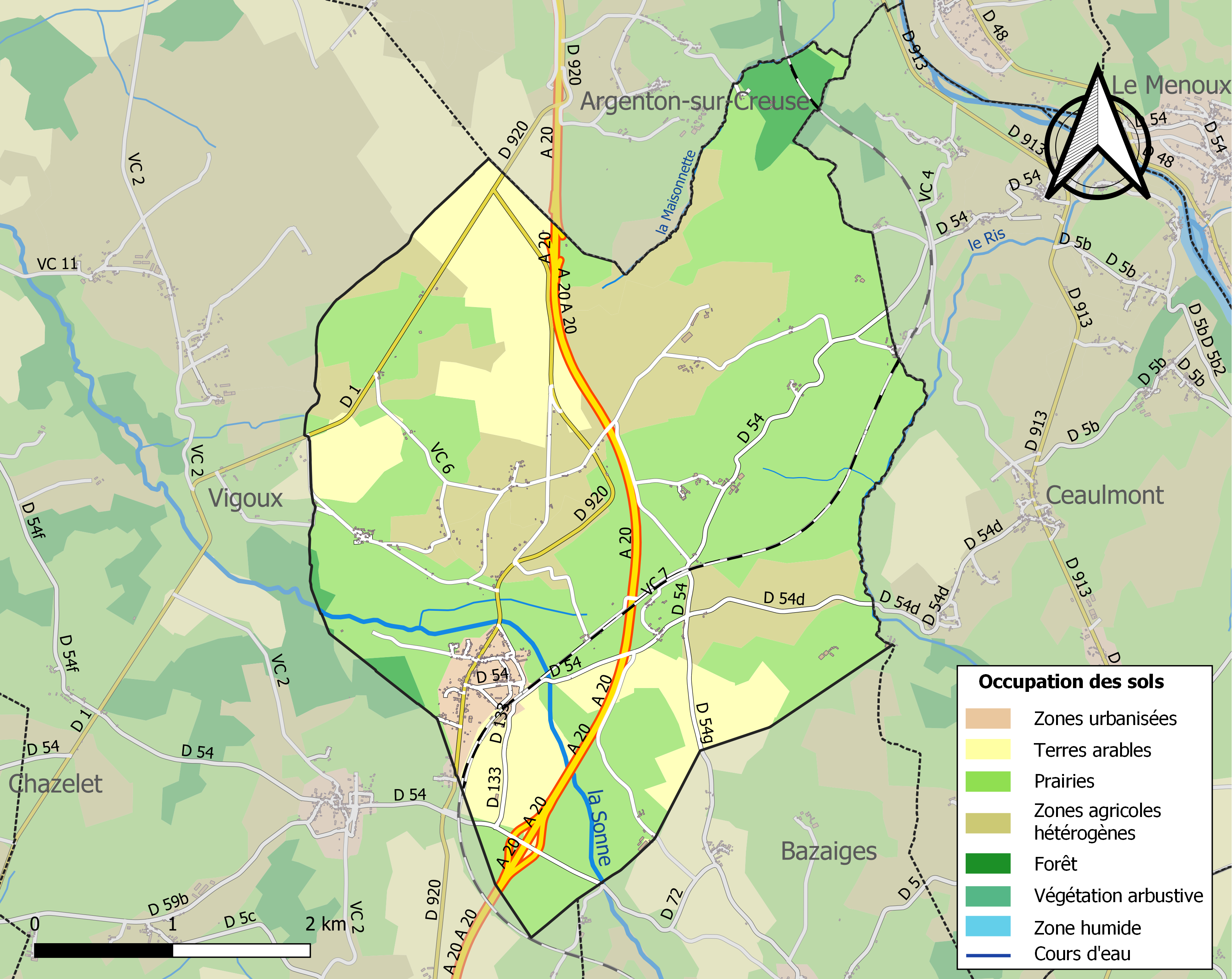
Carte des infrastructures et de l'occupation des sols de la commune en 2018 (CLC).

### Logement
Le tableau ci-dessous présente le détail du secteur des logements de la commune :
| Date du relevé                                              | 2013   | 2015   |
| Nombre total de logements                                   | 226    | 235    |
| Résidences principales                                      | 75,1 % | 72,9 % |
| Résidences secondaires                                      | 15 %   | 16,3 % |
| Logements vacants                                           | 9,9 %  | 10,7 % |
| Part des ménages propriétaires de leur résidence principale | 78,2 % | 78,2 % |

### Risques majeurs
Le territoire de la commune de Celon est vulnérable à différents aléas naturels : météorologiques (tempête, orage, neige, grand froid, canicule ou sécheresse), mouvements de terrains et séisme (sismicité faible). Il est également exposé à un risque technologique, le transport de matières dangereuses. Un site publié par le BRGM permet d'évaluer simplement et rapidement les risques d'un bien localisé soit par son adresse soit par le numéro de sa parcelle.

#### Risques naturels

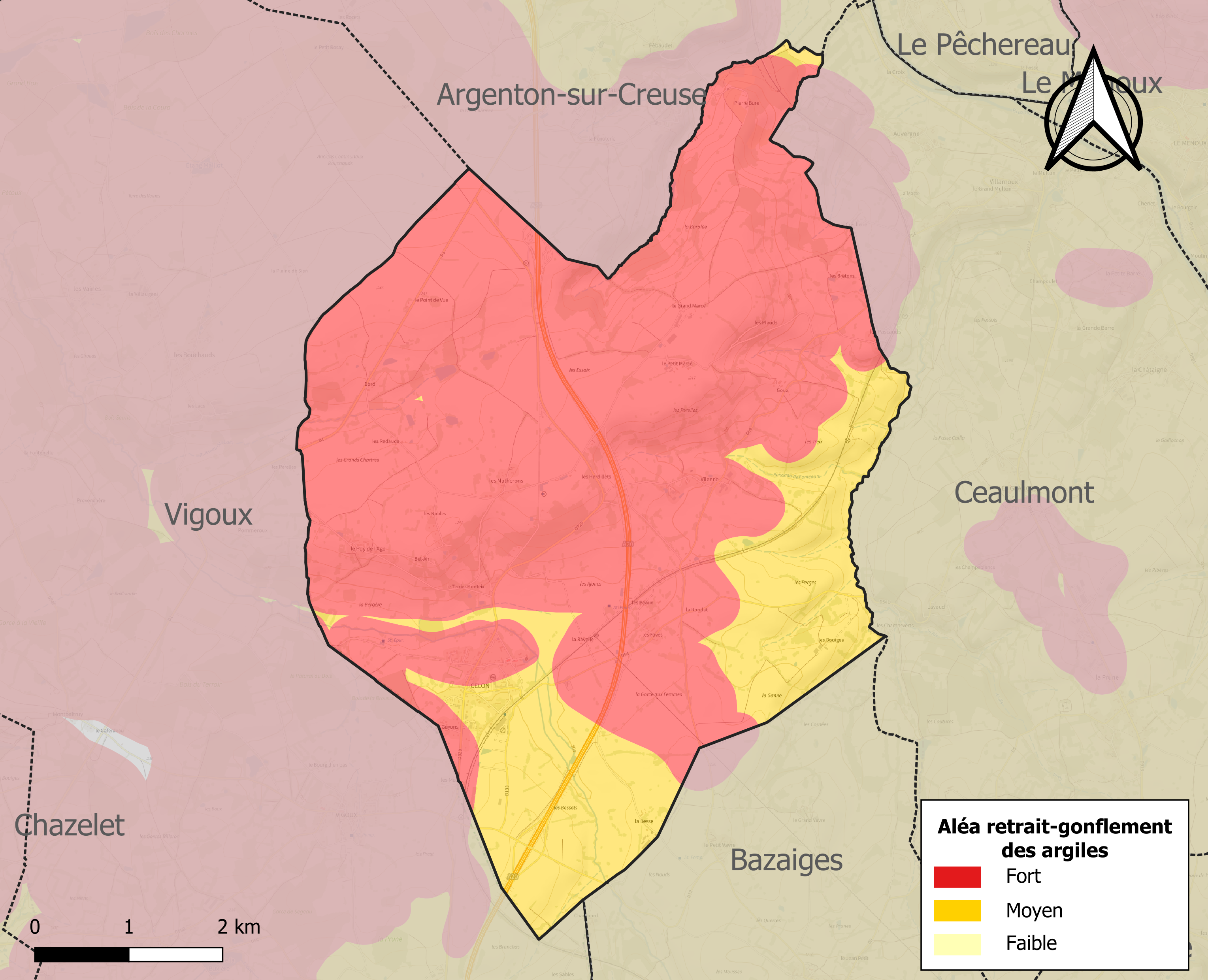
Carte des zones d'aléa retrait-gonflement des sols argileux de Celon.

Les mouvements de terrains susceptibles de se produire sur la commune sont des tassements différentiels.
Le retrait-gonflement des sols argileux est susceptible d'engendrer des dommages importants aux bâtiments en cas d’alternance de périodes de sécheresse et de pluie. La totalité de la commune est en aléa moyen ou fort (84,7 % au niveau départemental et 48,5 % au niveau national). Sur les 243 bâtiments dénombrés sur la commune en 2019, 243 sont en aléa moyen ou fort, soit 100 %, à comparer aux 86 % au niveau départemental et 54 % au niveau national. Une cartographie de l'exposition du territoire national au retrait gonflement des sols argileux est disponible sur le site du BRGM,.
Concernant les mouvements de terrains, la commune a été reconnue en état de catastrophe naturelle au titre des dommages causés par la sécheresse en 1989, 1991, 1993, 2011, 2018 et 2019 et par des mouvements de terrain en 1999.

#### Risques technologiques
Le risque de transport de matières dangereuses sur la commune est lié à sa traversée par des infrastructures routières ou ferroviaires importantes ou la présence d'une canalisation de transport d'hydrocarbures. Un accident se produisant sur de telles infrastructures est en effet susceptible d’avoir des effets graves au bâti ou aux personnes jusqu’à 350 m, selon la nature du matériau transporté. Des dispositions d’urbanisme peuvent être préconisées en conséquence.

## Toponymie
Le nom de la commune est attesté sous les formes Celon en 1212, Villa de Celons en 1292, Herbergamentum (exploitation agricole?) de Celo et Celontz en 1303, Cellon en 1547, et de Celonio en 1648.
L’origine du toponyme est un nom propre d’origine germanique, Salo(n).
Ses habitants sont appelés les Celonnais.

## Histoire
La commune fut aussi rattachée du 27 décembre 1993 au 31 décembre 2016 à la communauté de communes du pays d'Argenton-sur-Creuse.

## Politique et administration
La commune dépend de l'arrondissement de Châteauroux, du canton d'Argenton-sur-Creuse, de la deuxième circonscription de l'Indre et de la communauté de communes Éguzon - Argenton - Vallée de la Creuse.
Elle dispose d'une agence postale communale.
| Période                                  | Période   | Identité             | Étiquette | Qualité           |
| ---------------------------------------- | --------- | -------------------- | --------- | ----------------- |
| 1935                                     | 1964      | Fernand Pascaud      |           |                   |
| 1964                                     | mars 1977 | Robert Autissier     |           |                   |
| mars 1977                                | mars 1983 | Jean-Jacques Cedelle | ?         | ?                 |
| mars 1983                                | 2005      | François Rodriguez   |           |                   |
| 2005                                     | mars 2014 | René Caron           |           | Retraité          |
| mars 2014                                | 2020      | Xavier Andrieu       | DVD       | Chef d'entreprise |
| 2020                                     | En cours  | Alain Bossard        |           |                   |
| Les données manquantes sont à compléter. |           |                      |           |                   |

## Population et société

### Démographie
L'évolution du nombre d'habitants est connue à travers les recensements de la population effectués dans la commune depuis 1793. Pour les communes de moins de 10 000 habitants, une enquête de recensement portant sur toute la population est réalisée tous les cinq ans, les populations de référence des années intermédiaires étant quant à elles estimées par interpolation ou extrapolation. Pour la commune, le premier recensement exhaustif entrant dans le cadre du nouveau dispositif a été réalisé en 2004.

En 2022, la commune comptait 383 habitants, en évolution de −7,04 % par rapport à 2016 (Indre : −3 %, France hors Mayotte : +2,11 %).
| 1793 | 1800 | 1806 | 1821 | 1831 | 1836 | 1841 | 1846 | 1851 |
| ---- | ---- | ---- | ---- | ---- | ---- | ---- | ---- | ---- |
| 548  | 510  | 478  | 487  | 504  | 509  | 507  | 510  | 513  |

| 1856 | 1861 | 1866 | 1872 | 1876 | 1881 | 1886 | 1891 | 1896 |
| ---- | ---- | ---- | ---- | ---- | ---- | ---- | ---- | ---- |
| 528  | 544  | 518  | 553  | 587  | 632  | 643  | 629  | 630  |

| 1901 | 1906 | 1911 | 1921 | 1926 | 1931 | 1936 | 1946 | 1954 |
| ---- | ---- | ---- | ---- | ---- | ---- | ---- | ---- | ---- |
| 619  | 600  | 571  | 523  | 524  | 500  | 471  | 463  | 468  |

| 1962 | 1968 | 1975 | 1982 | 1990 | 1999 | 2004 | 2006 | 2009 |
| ---- | ---- | ---- | ---- | ---- | ---- | ---- | ---- | ---- |
| 455  | 429  | 417  | 372  | 369  | 382  | 377  | 375  | 398  |

| 2014 | 2019 | 2022 | - | - | - | - | - | - |
| ---- | ---- | ---- | - | - | - | - | - | - |
| 402  | 398  | 383  | - | - | - | - | - | - |

### Enseignement
La commune ne possède pas de lieu d'enseignement.

### Médias
La commune est couverte par les médias suivants : La Nouvelle République du Centre-Ouest, Le Berry républicain, L'Écho - La Marseillaise, La Bouinotte, Le Petit Berrichon, L'Écho du Berry, France 3 Centre-Val de Loire, Berry Issoudun Première, Vibration, Forum, France Bleu Berry et RCF en Berry.

## Économie
La commune se situe dans la zone d’emploi de Châteauroux et dans le bassin de vie d’Argenton-sur-Creuse.
La commune se trouve dans l'aire géographique et dans la zone de production du lait, de fabrication et d'affinage du fromage Valençay.

## Culture locale et patrimoine
- Château de Celon (XVe siècle), ancien château de la famille de Céris. (blason: D'azur à la croix alésée d'argent). Construit vers 1458 par Jean de Céris. Par mariage, le château passe ensuite à la famille de Douhault. La seigneurie de Celon est propriété de la famille de Barbançois, de 1630 à 1744.

Propriété de la famille Lagarde de 1776 à 1882
Propriété de la famille GAYRAULT de VIC Étienne Henry, chevalier Seigneur de Boisbertand, Celon et autre lieux, prévost générale des maréchaussées de Berry, demeurant à Bourges, paroisse Notre-Dame-de-Fourchault, rue du Dieu-d'Amour en 1751.
Ref: Cahier des nouvelles reconnaissances des rentes dues anciennement à la Seigneurie de Chassingrimont.
Lesquelles rentes M.DEVIc a acquéri et annexer à la terre de Celon
- Église Saint-Germain (XIVe siècle)
- Monument aux morts
- Tumulus du Puy-de-l'Âge
- Cavité souterraine Perte du Renard

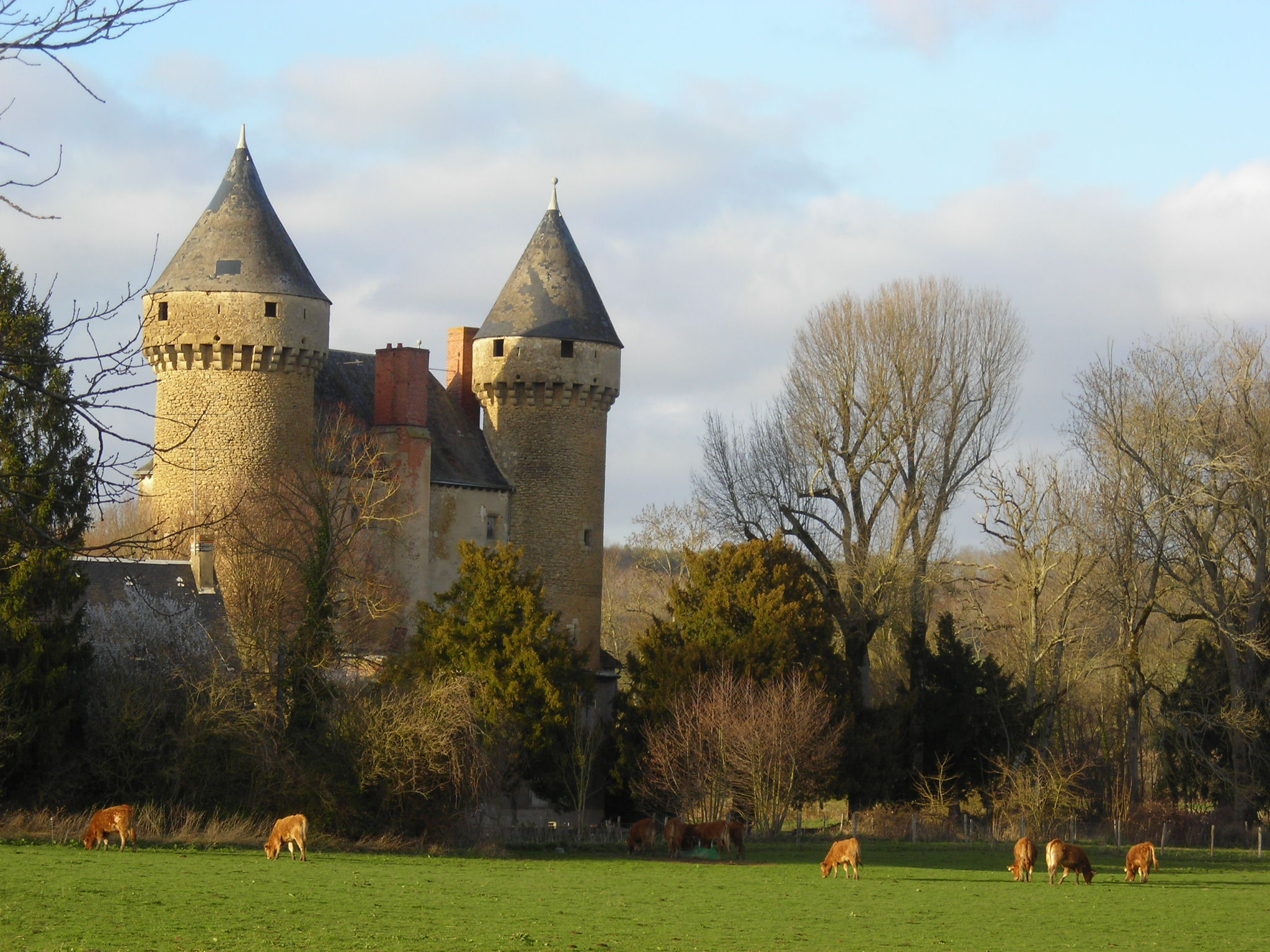
Le château en 2008.

### Héraldique, logotype et devise
| Blason de Celon | Blason  | Parti : au 1er mi-parti de gueules à l'aigle bicéphale d'argent, becquée et membrée d'or, la poitrine chargée d'une bande d'azur, au 2e d'or au franc-quartier de sable et au bâton en barre d'argent, haussé à dextre et brochant ; sur le tout, d'argent à la croix pattée et haussée de gueules. |
| Blason de Celon | Détails | Le statut officiel du blason reste à déterminer. |